# Claude Ballot-Léna
Claude Roger Léon Ballot-Léna (Parijs, 4 augustus 1936 - Garches, 5 december 1999) was een Frans autocoureur. Hij heeft zeven klasse-overwinningen in de 24 uur van Le Mans behaald. Daarnaast won hij in 1969 de 24 uur van Spa-Francorchamps en in 1983 de 24 uur van Daytona.

## Carrière
Ballot-Léna had een lange autosportcarrière die van 1963 tot 1994 duurde. Hij begon zijn loopbaan in kleine rally- en heuvelklimwedstrijden in Frankrijk. Ook reed hij korte tijd in het formuleracing, voordat hij in de sportwagens debuteerde. Hier won hij in 1972, 1974, 1975 en 1976 vier titels in het Franse GT-kampioenschap. In 1973 won hij ook het Europees GT-kampioenschap. In 1977 behaalde hij de overwinning in het Frans circuitkampioenschap. Daarnaast nam hij in 1973 en 1974 deel aan drie rally's die deel uitmaakten van het wereldkampioenschap rally.
Ballot-Léna had vooral succes in de langeafstandsracerij. In 1969 won hij de 24 uur van Spa-Francorchamps, een zege die hij deelde met Guy Chasseuil. Hij nam 23 keer deel aan de 24 uur van Le Mans en behaalde zeven klasse-overwinningen in 1970, 1972, 1973, 1977, 1981, 1985 en 1986. Na Tom Kristensen is hij hiermee de coureur met het grootste aantal overwinningen in zijn klasse. In de algehele race-uitslag behaalde hij echter alleen in 1977 het podium. In 1983 won hij de 24 uur van Daytona, samen met A.J. Foyt, Preston Henn en Bob Wollek.
Ballot-Léna reed lange tijd in de GTP-klasse van de IMSA GT in de Verenigde Staten. Ook was hij een van de eerste Europeanen die zich inschreef voor NASCAR-races. In 1978 en 1979 nam hij deel aan zes races in de Winston Cup Series voor het team GC Spencer Racing. In 1978 reed hij zo in de Daytona 500, waarin hij op plaats 22 eindigde. Zijn beste resultaat behaalde hij ook in zijn eerste jaar: op de Talladega Superspeedway werd hij achttiende.
Op 5 december 1999 overleed Ballot-Léna op 63-jarige leeftijd aan de gevolgen van kanker.